# Cosmic Love
"Cosmic Love" é uma música da banda inglesa indie rock Florence and the Machine de seu álbum de estúdio Lungs (2009). A música foi escrita pela cantora Florence Welch e a tecladista Isabella Summers e produzida por Paul Epworth, com produção adicional de Summers.
Foi lançado como sexto (sétimo, contando o re-lançamento de "Dog Days Are Over") e single final de Lungs em 5 de julho de 2010. A música foi aclamada pela crítica, com muitos críticos chamando-a de melhor música no álbum, e foi certificado com Platina pela Recording Industry Association of America.

## Antecedentes e escrita
A cantora principal Florence Welch elaborou a escrita da música:
"Cosmic Love" foi um título de piada, mas ficou preso. O mais esquecido que já estive ao escrever uma música. Fui ao estúdio [Isabella Summers] depois de ter ido a uma festa e estava deitada no chão querendo vomitar. Nós estávamos trabalhando muito duro em uma música e só tentando fazer com que essa parte do piano sh * t funcionasse, e de repente eu bati em uma nota, e eu entendi. Nós escrevemos toda a música em dez minutos.

## Recepção critica
Foi amplamente elogiado por críticos de música, com muitos críticos chamando a melhor música do álbum. Pitchfork Media diz que a música é "audaciously enorme" e uma das faixas mais finas do álbum, ao lado de "Blinding".

## Desempenho do gráfico
"Cosmic Love" estreou no UK Singles Chart no número 162 em 26 de junho de 2010 antes de subir ao número 116 na semana seguinte. No dia 11 de julho de 2010, após o lançamento físico do single, ele disparou para o Top 100 no número 51, dando a Florence seu sétimo Top 100 hit do album Lungs. "Cosmic Love" é o segundo single menos bem sucedido de Florence nas paradas do Reino Unido atrás de "Drumming Song", juntamente com "Kiss with a Fist", que também atingiu o pico no número 51. Por outro lado, é a melhor música de Florence and the Machine nos gráficos da Irlanda , como devido às altas vendas digitais, conseguiu chegar no número 3, quase um ano antes do lançamento físico depois de ter sido apresentado em um anúncio no The O2 em Dublin.

## Clipe
Um clipe promocional foi filmado em 24 de março de 2010. O gerente da Welch, Mairead Nash, descreveu isso como "incrível". O video foi lançado no site oficial da banda em 11 de maio de 2010.

### Sinopse
O vídeo começa com um tiro de uma lâmpada piscando. A cantora principal Florence Welch é então vista caminhando por algumas árvores com folhas de outono, e uma luz cai em seus olhos, fazendo-a gritar. O vídeo então se move para mostrar Welch deitado no chão com uma roupa preta, em uma sala espelhada preenchida com diferentes luzes coloridas à sua volta. Ela então ergue-se e dança no quarto. O vídeo então volta para Florence caminhando pelas folhas de outono, com iluminação azul, verde e roxa brilhando sobre ela, e ela parece estar perdida enquanto está examinando seus arredores. A cena de Welch na sala das luzes muda para uma iluminação mais escura, e sua roupa se transforma em um vestido branco com luzes. Mais tarde na música, durante esta cena, as folhas são cercadas por ela enquanto dançava. O vídeo termina com Florence tirando a luz do interior do baú e soltando-a no ar, e ela flutua na lâmpada que iniciou o vídeo.

## Lista e formatos de trilhas
Reino Unido Single 7" vinil
1. "Cosmic Love" 4:20
2. "Cosmic Love" (Isa Machine, Russ Fawcus and Lexxx Remix) 3:54

Download Digital
1. "Cosmic Love" 4:20
2. "Cosmic Love" (Short Club Remix) 7:26
3. "Cosmic Love" (Isa Machine, Russ Fawcus and Lexxx Remix) 3:54

## Gráficos

### Gráficos semanais
| Gráfico (2009-10)                | Melhor Posição |
| -------------------------------- | -------------- |
| Bélgica (Ultratop 50 Flanders)   | 5              |
| Escócia (Scottish Singles Chart) | 60             |
| Irlanda (IRMA)                   | 3              |
| Polônia (Polish Singles Chart)   | 5              |
| Reino Unido (UK Singles Chart)   | 51             |

### Certificações
| Região                | Certificação | Unidades de certificação/Vendas |
| --------------------- | ------------ | ------------------------------- |
| Estados Unidos (RIAA) | Platina      | 1,000,000^                      |